# (33323) 1998 QN53
1998 QN53 (asteroide 33323) é um asteroide da cintura principal. Possui uma excentricidade de 0.20866740 e uma inclinação de 11.29403º.
Este asteroide foi descoberto no dia 23 de agosto de 1998 por LONEOS em Anderson Mesa.